# Guling (skällsord)

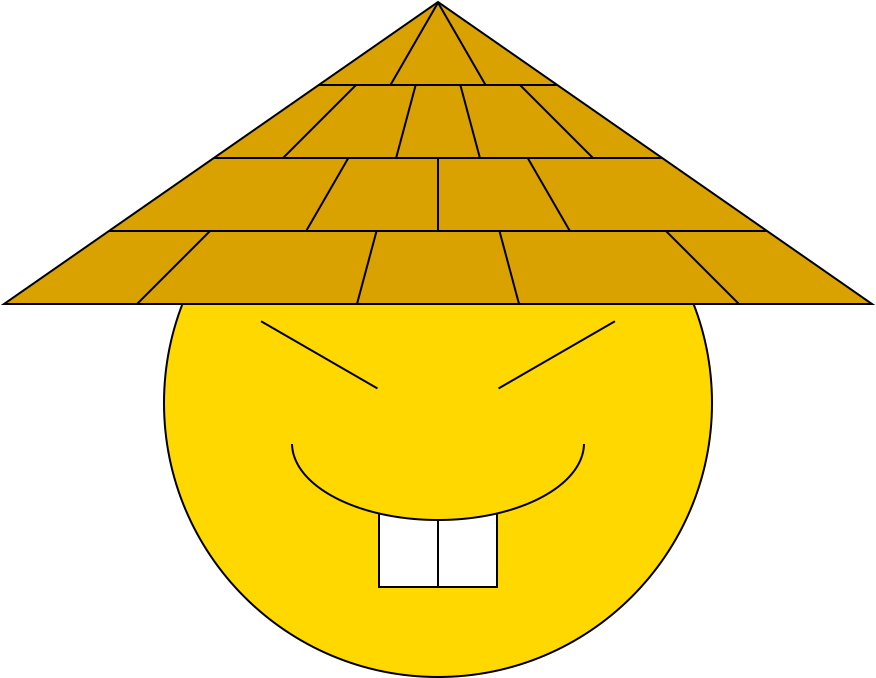
Klassisk smårasistisk barnkarikatyr av en "guling" med gul hud, snea ögon, kanintänder och rishatt.

Guling (ibland uttalat /julling/) är en mer eller mindre nedsättande benämning på inhemska östasiater och sydöstasiater.
Begreppet har sin rot i äldre rasbiologin där asiater erhållits hudfärgen gul, även kallade den gula rasen (jämför röda rasen för indianer). Associeringen fick bland annat spridning från föreställningen om att asiater hotade att konkurrera ut västvärlden, något som kallades för "Gula faran". Man gjorde en jämförelse med kulierna som ansågs som flitiga, disciplinerade och välorganiserade och som kunde undantränga vita arbetare.
Rasistiska karikatyrer av "gulingar" ges vanligen gul hud, snea ögon, kanintänder och rishatt, ibland även "kinesmustasch" (Fu Manchu-mustasch). Kanintänder som karikatyrelement går tillbaka till åtminstone andra världskriget och användes i amerikansk propaganda för att ge japaner ett dumt utseende i syfte att underminera intelligensen hos den "japanska rasen".

## Jämför
- Röding